# Красинский, Адам (писатель)
Граф Адам Зигмунт Владислав Винцентий Франц Людвиг Красинский (пол. Adam Zygmunt Władysław Wincenty Franciszek Ludwik Krasiński; 22 октября 1870, Краков — 17 января 1909, Оспедалетти, Италия) — польский дворянин, поэт, писатель, образовательный активист, редактор Варшавской Библиотеки (1901—1909), 4-й ординат Опиногурский (1873—1909), первый председатель Общества Опеки над Памятниками Прошлого.

## Биография
Представитель польского шляхетского рода Красинских герба «Слеповрон». Единственный сын Владислава Винцента Красинского (1844—1873), 3-го ордината Опиногорского (с 1859), и Розы Потоцкой (1849—1937). Внук графа Зыгмунта Красинского (1812—1859).
В 1886 году Роза Потоцкая вышла замуж во второй раз за Эдварда Рачинского (1847—1926). Адам Красинский стал сводным братом Роджера Адама Рачинского и Эдварда Бернарда Рачинского.
В родном Кракове окончил гимназию. Затем учился в университетах Бонна, Фрайбурга, Гейдельберга. В последнем из этих университетов он получил степень доктора права на основе работы о владетельских отношениях в Польше и о реформах в этой области 1764—1774 годов. По возвращении на польские земли занимался общественным трудом.
Заслуженный выпуск наследия своего деда Зыгмунта, он сам был и ее исследователем. Учился во Фрайбурге и Гейдельберге (исследования: поэт мысли, День Святого Духа). Докторскую степень получил в Гейдельберге по диссертации Geschichtliche Darstellung der Bauern — Verh/ltnisse in Polen (1898, 2 тома). Под псевдонимом Ян Przysiecki публиковал литературные произведения в Варшавской библиотеке (в 1900 принял ее редакцию и издательство). Приобрёл «Газету Польскую». В 1905 году попытался создать политическую партию. С 1906 года — президент Общества по уходу за памятниками прошлого со штаб-квартирой в Варшаве. Объявил слушания по сельскохозяйственному делу (1907). Был членом общества тайного преподавания в Варшаве. Был инициатором расширения библиотеки Красинских. Стал председателем попечительского совета польской школьной матрицы. Некоторое время он был президентом сельскохозяйственного общества в Плоцке.

## Брак и дети
28 октября 1897 года он женился на Ванде Марии Эмилии Бадени (29 августа 1874 — 3 декабря 1950), дочери Казимира Феликса Бадени (1846—1909) и Марии Аполлонии Констанции Скшиньский (1850—1937), от брака с которой у него не было потомства. Тем самым на нем угасла линия Зыгмунта Красинского, и Опиногурскую ординацию унаследовал Эдвард Красинский из другой линии семьи Красинских.
После его смерти вдова вышла замуж в 1912 году за графа Зыгмунта Замойского (1875—1931), от брака с которым также не имела потомства.

## Творчество
- Eleonora (под псевдонимом Jan Przysiecki)
- Jęk ziemi (под псевдонимом Jan Przysiecki)
- Trzy szarże (1907, рыцарско-патриотические стихи).